# Rio Mau e Arcos
Rio Mau e Arcos (llamada oficialmente União das Freguesias de Rio Mau e Arcos) es una freguesia portuguesa del municipio de Vila do Conde, distrito de Oporto.

## Historia
Fue creada el 28 de enero de 2013 en aplicación de una resolución de la Asamblea de la República de Portugal promulgada el 16 de enero de 2013 con la unión de las freguesias de Arcos y Rio Mau, pasando su sede a estar situada en la antigua freguesia de Rio Mau.

## Demografía
| Gráfica de evolución demográfica de Rio Mau e Arcos entre 2011 y 2021 |
|                                                                       |
| Datos según el nomenclátor publicado por el INE portugués.            |